# Doubravčice
Doubravčice település Csehországban, a Kolíni járásban. Doubravčice Kozojedy, Doubek, Štíhlice, Přehvozdí, Mrzky, Tuchoraz, Vrátkov, Hradešín és Masojedy településekkel határos. Lakosainak száma 1353 fő (2024. január 1.).

## Népesség
A település lakosságának változását az alábbi diagram mutatja:
| Lakosok száma | 343  | 362  | 319  | 232  | 203  | 523  | 635  | 790  | 1211 | 1353 |
|               | 1869 | 1900 | 1921 | 1961 | 1980 | 2011 | 2016 | 2019 | 2021 | 2024 |